# シネマ尾道
シネマ尾道（シネマおのみち）は、広島県尾道市にある映画館（ミニシアター、コミュニティシネマ）である。2008年に開館した。112席の1スクリーンを有する。河本清順（女性）が代表を務めるNPO法人シネマ尾道が運営している。

## 歴史

### 「映画の街」尾道

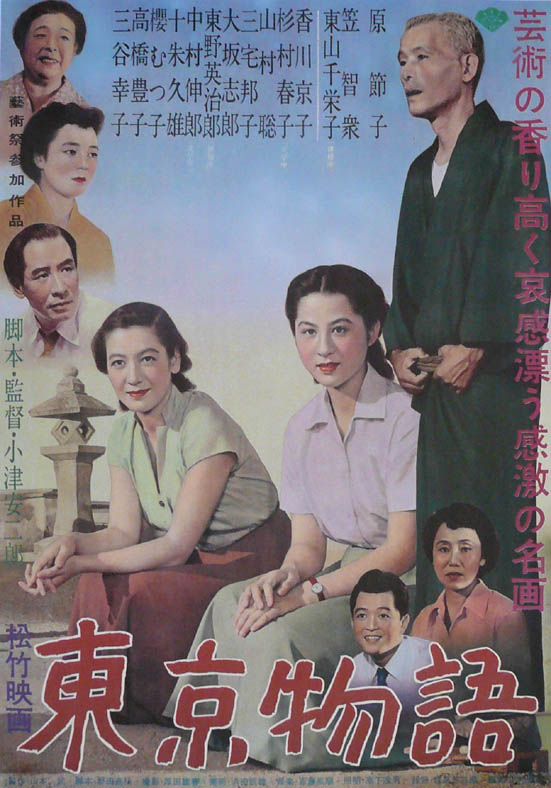
尾道市が舞台となった東京物語

#### 尾道市の映画の歴史
広島県尾道市は小津安二郎監督の『東京物語』や大林宣彦監督の『転校生』などが生まれた土地であり、「映画の街」と呼ばれる。おのみちフィルムコミッション公表資料から内閣府政策統括官室が作成した資料によると、1929年の『波浮の港』（木藤茂監督）から2005年の『男たちの大和/YAMATO』（佐藤純彌監督）まで、尾道を舞台とした映画は40本もの作品が途切れることなく続いている。初めて映画のロケが行われた1928年以降、2015年までに150本以上の映像作品の撮影が行われたとされている。1950年代の尾道市には約10館の映画館があったが、テレビの普及とともに相次いで閉館していった。

#### 尾道松竹
国鉄尾道駅前の鶴水館という旅館には、第一劇場という演劇場が併設されていた。1948年、この演劇場を松竹が借り上げて改装して直営館とし、シネマ尾道の前身である尾道松竹が開館。当時の尾道旧市街地には、尾道松竹をはじめとして、東映、日活、東宝、大映などの直営館が存在した。1950年代には『君の名は』や『二十四の瞳』などの名作が続き、毎日立ち見が出るほどの盛況だった。尾道松竹は家族連れでにぎわい、経営者だった織田恭一は「入場券を売るのも大変じゃったわい」と回想する。1963年には現在地に建て替えられ、ビルの1階にパチンコ巨大ホール、2階に尾道松竹が入居した。
1973年には松竹が撤退して直営館から外れ、東宝の封切り館や成人映画館としての機能を有した。家庭へのテレビの普及やレジャーの多様化で客足が鈍るようになり、1960年代以降には経営難に陥った。1960年代から1970年代にかけての尾道市には映画館が10館あったが、1993年には尾道松竹が尾道市唯一の映画館となった。2001年10月には尾道松竹が廃業し、「映画の街」でありながら映画館がなくなった。尾道市民の映画館への関心は遠のいており、尾道松竹の閉館時も地元ではあまり話題にならなかったという。

### 尾道に映画館をつくる会

#### 河本の模索

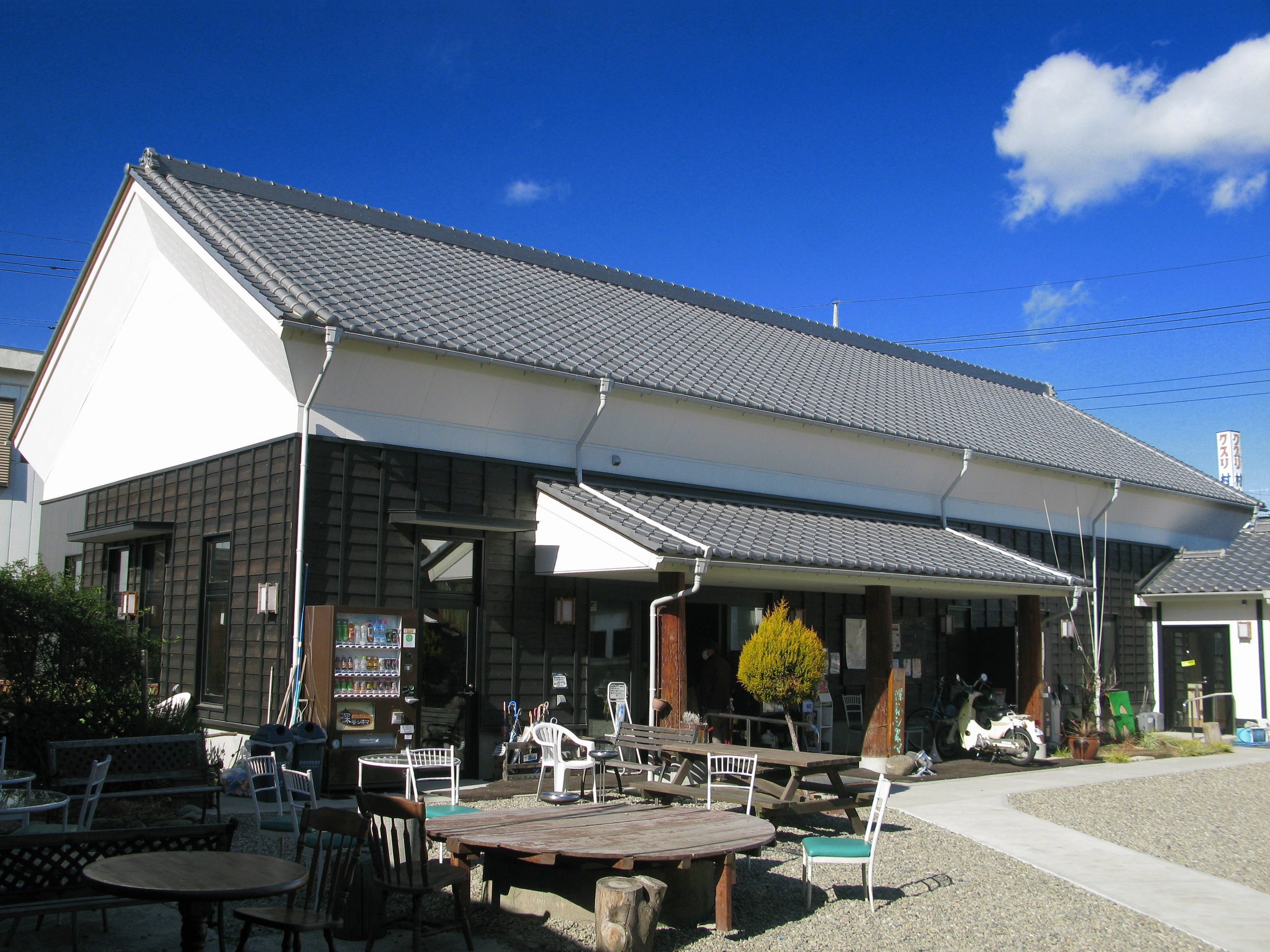
シネマ尾道の見本となった深谷シネマ（埼玉県深谷市）

河本清順は1976年に尾道市に生まれる。清順という名前は映画監督の鈴木清順に由来し、映画好きの祖父が命名したという。広島県立三原高等学校を卒業後、京都市の服飾系の専門学校に進学。尾道と同じく「映画の街」とされる京都では足しげく映画館に通い、エミール・クストリッツァ監督の『アンダーグラウンド』や小津安二郎監督の『東京物語』に感銘を受けた。専門学校卒業後は京都のアパレル企業に勤めていたが、1997年に帰郷しアパレル業界に就職した後、母が開業した飲食業（焼き肉屋）の経営に参加。
2001年に尾道最後の映画館が閉館した際、平凡な20代の女性だった河本は落胆するとともに、尾道市民として映画館を維持できなかった後ろめたさも感じた。「映画の街」であるのに映画館が存在しないことを友人に指摘されて心を揺り動かされた。日本中のミニシアターに足を運び、経営者や支配人から情報収集を行った。新潟市のシネ・ウィンド、群馬県高崎市のシネマテークたかさき、埼玉県深谷市の深谷シネマ、京都市の京都シネマなど、運営形態も運営費も多様な映画館を調査する過程で、銀行を改装して誕生した市民映画館である深谷シネマに感銘を受けた。尾道市と人口規模が等しい（約15万人）深谷市で1スクリーンの映画館が成り立っていることに大きなヒントを得る。深谷シネマはわずか1,000万円の資金で再建された映画館であり、開館4年目を迎えていた。

#### NPO法人による自主上映会

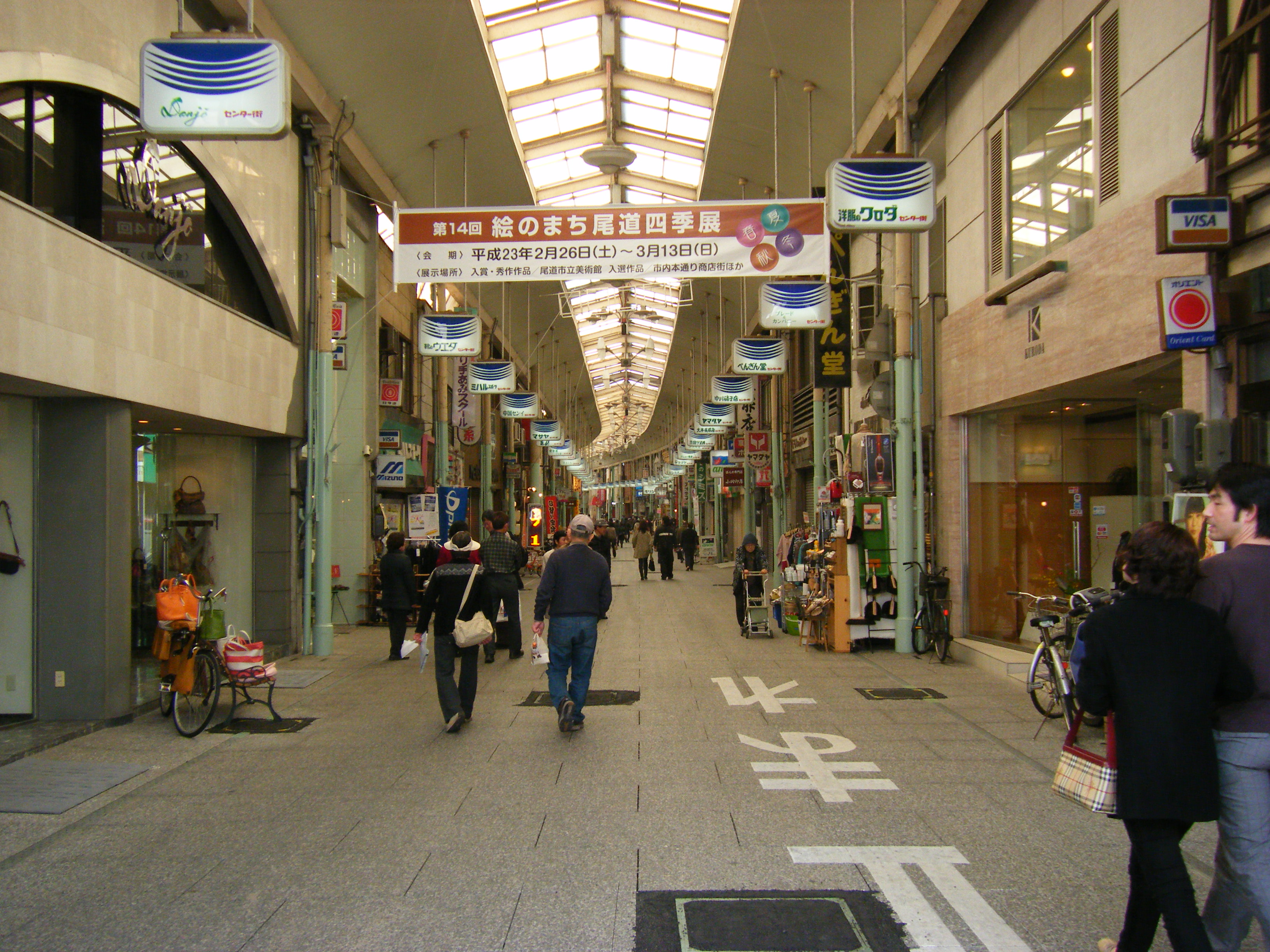
尾道本通り商店街

河本は2004年9月23日、2人の仲間とともに任意団体「尾道に映画館をつくる会」を発足させた。公共ホールでの映画上映会を企画し、2005年1月16日に初の上映会を開催。上映作品は小津安二郎監督生誕100周年記念作品である『珈琲時光』（ホウ・シャオシェン監督、03年）。600人近くを動員。2ヶ月後には第2回上映会として広島県が舞台の『父と暮らせば』（黒木和雄監督、04年）を開催し、観客800人を集めて好評を博した。尾道市/広島県とつながりのある作品を選定したことでメディアにも取り上げられ、このことは後のち活きている。
2006年10月27日にはNPO法人に組織変更し、映画館の開館を目標に活動を続けた。2、3か月に一度、不定期に公共ホールや地元商店街で自主上映会を開催し、4年間で8,500人の観客を集めた。1回の平均動員数は約500人、上映会は毎回黒字であり、「尾道に映画館をつくる会」の取り組みはメディアに頻繁に取り上げられるようになった。「尾道に映画館をつくる会」の会員は100人を超え、ボランティアスタッフも30人近くに増加した。

#### 尾道シネマ基金
2007年8月には映画館開館に向けて「尾道シネマ基金」の活動を始める。公的助成を受けずに映画館を設立することを目標に、個人や企業から寄付を募った。ある書店に設置した募金箱には小銭だけで30万円もの募金が集まっている。映画上映会、リーフレット、地元メディア、ロータリークラブ、青年会議所、地元の書店や飲食店など多様な場所で寄付を募り、講演会で映画館設立の熱意を訴えた。ウェブサイトを通じて日本中の映画ファンにも寄付を呼び掛け、他地方に住む尾道出身者や大林監督ファンなどからも多くの募金が集まったという。
尾道市出身のタレントの山本モナなども参加し、芸能関係者からも多くの支援が寄せられた。モナは子どものころの思い出を元に「尾道に映画館を作る会」に応援メッセージを送り、同い年の河本とは2人でランチを食べる仲である。2000万円の目標に対して、開始2ヶ月で579万2351円の募金が集まり、2008年3月の終了時には2700万円の寄付金が集まった。

#### 物件選定と改装工事

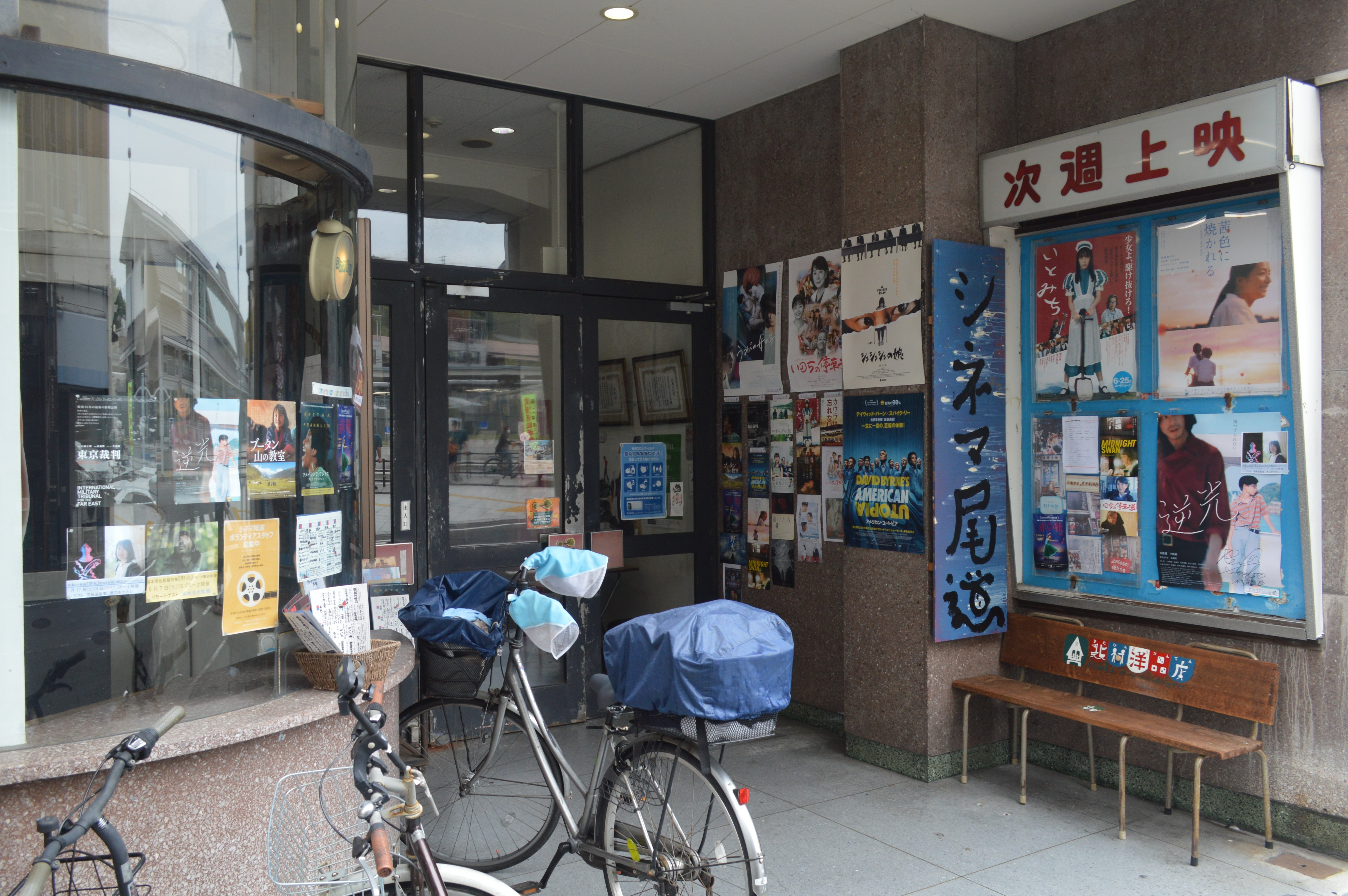
建物の入口

郊外に駐車場付きの映画館を建設することや、商店街の空き物件を利用することも検討したが、かつて尾道松竹が入居していた建物を映画館とすることに決定。尾道駅前という好立地にもかかわらず、当時は「幽霊通り」という蔑称が付けられるほど周辺が寂れていたため、仲間内からも反対意見が出る有様だった。また、茨城県水戸市にある映画館閉館の知らせを聞きつけて所有者と交渉し、わずか50万円で映写機、アンプ、スピーカー、座席など映画上映に必要な機材を購入した。
当時集まっていた寄付金は1300万円ほどだったが、改築工事のために2100万円の工事契約書にサインするという綱渡りを披露する。河本らの映画館の再建活動をいつも見ていたという地元実業家の川口協治（尾道市文化協会会長、川口石油社長、漫画家かわぐちかいじの弟）が中心となり、「尾道に映画館をつくる会」を支援する「シネマ尾道をサポートする会」が結成されると、「サポートする会」は地元実業家を呼んだ支援パーティなどを開催し、最終的に800万円もの寄付金を集めた。2001年の新宿歌舞伎町ビル火災事故以降は消防法の基準が厳しくなり、避難経路確保のためのホールとロビーの広さのせめぎ合い、建物の雰囲気と最低限必要な避難路の設置のせめぎあいなども経験した。

#### 不慮の火災とその後
| 2005年から2008年に開業したコミュニティシネマ | 2005年から2008年に開業したコミュニティシネマ | 2005年から2008年に開業したコミュニティシネマ |
| 開館時期                                     | 館名                                         | 都市                                         |
| -------------------------------------------- | -------------------------------------------- | -------------------------------------------- |
| 2005年7月                                    | 桜坂劇場                                     | 沖縄県那覇市                                 |
| 2006年4月                                    | アイシネマ今治                               | 愛媛県今治市                                 |
| 2007年2月                                    | フォルツァ総曲輪                             | 富山県富山市                                 |
| 2007年7月                                    | 仙台セントラルホール                         | 宮城県仙台市                                 |
| 2007年11月                                   | 下関スカラ座シアター・ゼロ                   | 山口県下関市                                 |
| 2007年12月                                   | シアターシエマ                               | 佐賀県佐賀市                                 |
| 2007年12月                                   | 十日町シネマパラダイス                       | 新潟県十日町市                               |
| 2008年10月                                   | シネマ尾道                                   | 広島県尾道市                                 |
| 2008年12月                                   | シネマイーラ                                 | 静岡県浜松市                                 |

2008年4月3日の開館を予定していたが、開館3ヶ月前の1月1日には映写機などを保管していた倉庫が火災に遭って焼失するという、まさに「映画」のような出来事もあった。しかし幸いにも、閉館が決定した岡山市のシネマ・クレール石関から、35mm映写機（東芝TD-8000）、スピーカー、アンプ、フカフカの座席60席などを約100万円で譲り受けられることになった。
工事の際には大林宣彦監督らにアドバイスを受け、スタンダードサイズやヨーロピアンサイズの映画も上映できるスクリーンを新たに設置している。建物外観や入口などは尾道松竹時代のままであり、廃校となった小学校で使用されていた椅子を改造したベンチ、上映作品を掲示しているコルトンなど、昭和のレトロな匂いを残している。客席前方には「尾道に映画館を作る会」会員から寄付されたピアノが置かれており、ピアノ伴奏つきサイレント上映会などで活用されている。
改装工事着工前の2007年10月28日には、2階の上映室や3階の映写室などを公開し、映画ファンとともに活性化策を語り合うイベントを開催した。12月9日には旧尾道市以外では初となる上映会を因島土生町で開催し、『男はつらいよ 口笛を吹く寅次郎』（山田洋次監督）を上映した。

#### シネマ・シンジケート
2005年頃からはかつて閉館した映画館がコミュニティシネマとして復活する事例が相次いでおり、シネマ尾道もこの流れに乗った。2007年には日本全国のスクリーン数3221の76％をシネコンが占め、ミニシアター系の作品もシネコンに流れることでミニシアターの経営が圧迫されていたが、2008年には全国のミニシアターに横のつながりを設けるためにシネマ・シンジケートが発足。シネマ尾道もシネマ・シンジケートに加わっている。

### 開館後のシネマ尾道

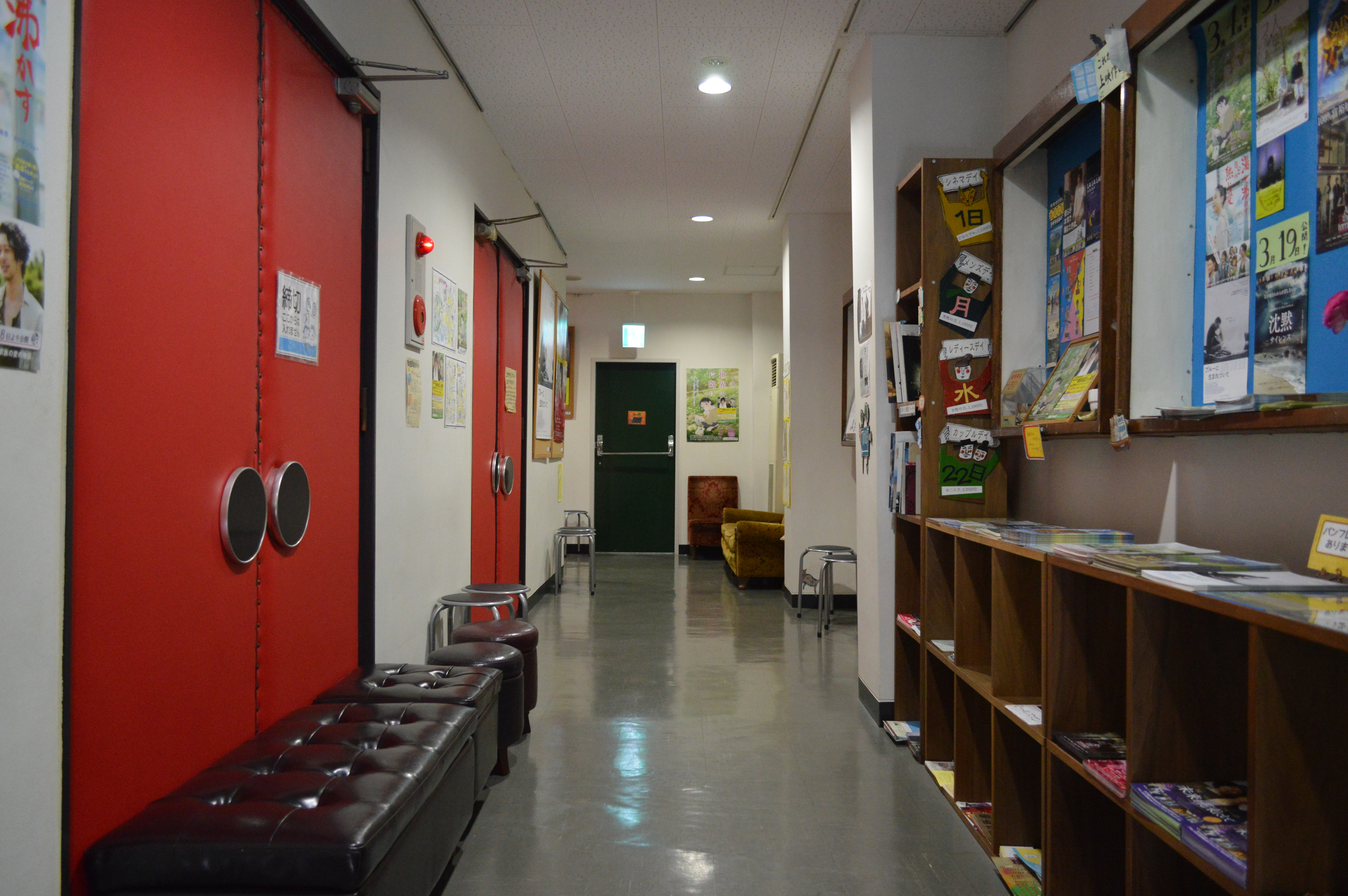
館内の通路

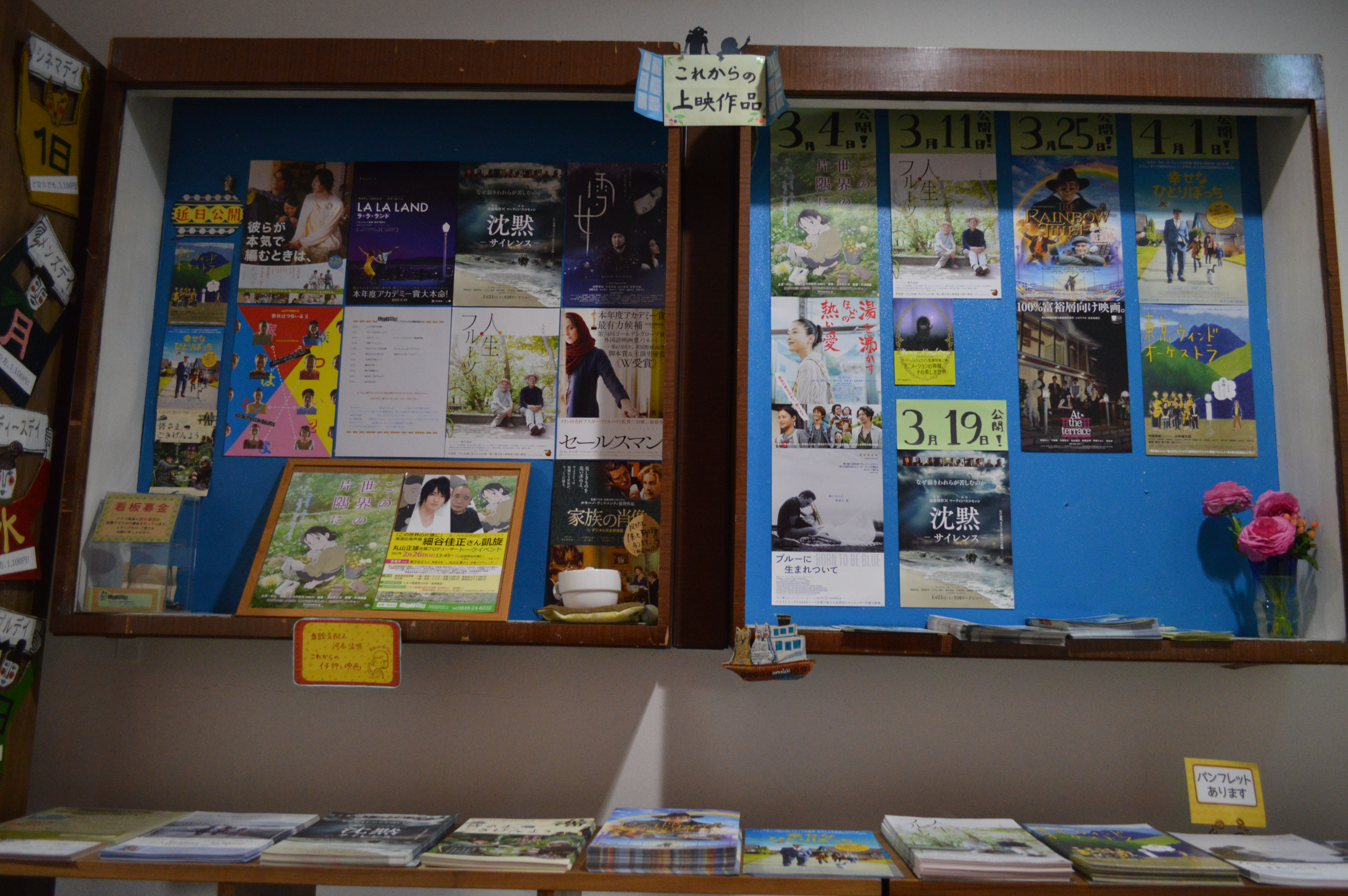
館内の上映作品案内

#### 2008年の開館
2008年10月18日に1スクリーン112席のシネマ尾道が開館。こけら落とし作品は橋口亮輔監督の『ぐるりのこと。』であり、『ぐるりのこと。』公式サイトの宣伝は「ジャジャーン! 『ぐるりのこと。』が選ばれたのです!」と何だか楽しそう。初日の初回上映時には河本が「100年先まで続くよう頑張ります!」と挨拶、約70人の観客が拍手を送り、橋口監督のトークショーが行われた。
開館時のNPO法人「尾道に映画館をつくる会」には、シネマ尾道の資本金・運転資金は1円たりとも残っていなかった。準備段階では好意的だった地元の興業組合も、シネマ尾道開館が現実となると風当たりを強める。NPO法人であるため、また支払い実績が存在しないために、映画配給会社はシネマ尾道へのフィルムの配給を渋り、福山市の興行会社を通じてフィルムを契約するほかになかった。上映する映画はミニシアター系の作品がほとんどであり、開館後の1年間で約90本の映画を上映。シネマ尾道開館後には「幽霊通り」に居酒屋が数件新規出店し、学校が移転開校し、明らかに人通りが増加した。

#### 2014年のデジタル化対応
2013年には大手配給会社が続々とデジタルシネマに切り替えてフィルム作品が減少し、全国的に経営難のミニシアターの閉館が相次いだ。シネマ尾道の客入りは順調だったとはいえ、他のミニシアター同様にデジタル化の問題が浮上した。最低400万円のデジタル映写機の購入をめぐって映画館存続の危機に瀕したが、2013年秋には東京や大分市（シネマ5）の映画館の支配人などがインターネット上でシネマ尾道への募金を呼び掛け、2014年7月までに500万円の募金が集まった。
中古のデジタル映写機を420万円（6年間の分割払い）で購入してデジタル化に踏み切り、上映作品を厳選することで経費を削減した。観客数は年間約15,000人で安定しており、採算ラインの1日平均約40人をわずかに超えている。尾道市の人口は約15万人であるため、市民の10人に1人がシネマ尾道に足を運んでいる計算となる。
2012年にはWOWOWがコミュニティシネマを支援する活動を開始し、11月には第1弾として『愛のあしあと』の無料上映が行われた。上映費用はWOWOWが全額負担し、シネマ尾道の他には大阪市の第七藝術劇場、埼玉県深谷市の深谷シネマ、北九州市の小倉昭和館で同様の活動が行われた。

## 作品選定
2014年時点では毎日3-4作品、年間約120本の映画を上映しており、1スクリーンの映画館としては上映作品数が多いというが、河本はキラキラした顔で「まだまだ見てもらいたい映画はたくさんあるんです～☆」と語る。作品選定に関しては支配人の河本は冒険的、副支配人の北村眞悟は慎重であるため、北村は「上手くバランスが取れていると思いますよ（笑）」と語る。子どもやお年寄りが多い尾道の特性を考慮し、1ヶ月に1本はミニシアター系作品でない話題作を上映している。作品選択には深谷シネマ、経営には広島市で八丁座 壱・弐やサロンシネマを運営する序破急のアドバイスを受け、特に序破急代表取締役の蔵本順子が同じ「本」と「順」の字を持つ河本清順に対して投げかける厳しい意見は、同じ映画産業でシネコンとは異なる道を歩む同業者河本への愛情の裏返しである。

## 活動

### 地域密着活動
ロビーには交換日記が置かれており、来館者は自由に記帳することができる。毎月「シネマ尾道の手帖」を刊行し、上映作品情報や上映スケジュールなどを発信している。有給映写スタッフは5人であり、市民ボランティアの協力の下運営を続けている。また、文化庁や尾道市などから助成金を受けて、子どもや高校生のための映画ワークショップを開催している。子ども向けの映画ワークショップでは『東京物語』を観た子どもが脳科学者の茂木健一郎（熱烈な小津ファン）と語り合った。尾道市で『東京物語』のロケが行われた夏季には、毎年この作品を上映している。
映画監督や俳優を招待したトークショー、映画音楽を担当したアーティストのライブなど、シネコンではできない企画も満載である。地元の菓子屋に作品をイメージした菓子の販売を依頼したり、『鬼に訊け 宮大工 西岡常一の遺言』の上映時に近くの浄土寺の重要文化財の建築物を見学するツアーを実施するなど、地域に根差した取り組みの数々も行っている。JR尾道駅前に映画館が開館したことで中心街はにぎわいを取り戻しつつあり、シネマ尾道近くには大林監督も入り浸ったジャズ喫茶TOMが2008年5月に移転再復活した。

### お蔵出し映画祭
シネマ尾道は福山市のシネマモードなどとともに、尾道市・福山市で2011年から毎年開催されているお蔵出し映画祭の会場となっている。お蔵出し映画祭には2013年から尾道市立大学芸術学部美術学科が参加し、学生が撮影した短編映画によって地域と映画館の結びつきを強めている。

## データ
- 所在地 : 広島県尾道市東御所町6-2
- 座席数 : 112席
- 支配人 : 河本清順（2008-）

### アクセス
- JR山陽本線尾道駅から徒歩1分

## 関連書籍
- 映画館(ミニシアター)のつくり方（2009年12月25日、 ACクリエイト）ISBN 978-4904249123

## 関連番組
- NHK ラジオ深夜便「シネマの灯を守れ」映画館支配人 河本清順（2014年12月1日）
- セブンルール #168「映画の街唯一の映画館! シネマ尾道支配人…映画人が認める目利き /河本清順」（2020年9月29日、フジテレビ系列）

## 関連作品
- 映画『左様なら今晩は』（2022年11月11日、パルコ）（尾道ロケで撮影されており、シネマ尾道が作中に登場する）